# Stepnoïe
Stepnoïe (Степное) est un village du sud de la fédération de Russie qui se trouve dans l'oblast de Saratov et le raïon de Marx. Il appartient à la municipalité rurale de Kirov.

## Géographie
Le village se trouve dans une zone de steppe à 46 kilomètres au sud-ouest de Marx, à 60 mètres d'altitude.

## Histoire
Le village a été fondé dans le courant des années 1870 par des paysans Allemands de la Volga, venus du village d'Orlovski. Il prend le nom de Stand. Ces paysans colons venus dans cette région de steppe exploitent des cultures vivrières et élèvent des bovins. Ils conservent leurs droits particuliers, leur langue et leur culte et administrent de façon autonome leur colonie.
Après la révolution de 1917, la République socialiste soviétique autonome des Allemands de la Volga est formée et les terres nationalisées. Stand fait partie du canton de Marxstadt. De 1929 à 1941, le kolkhoze « Sieg » (ce qui veut dire « Victoire » en allemand) fonctionne. Il exploite plus de 4 700 hectares. Mais au déclenchement de l'opération Barbarossa en juin 1941, les habitants du village, comme tous les autres descendants d'Allemands de la région venus 150 ans plus tôt, sont déportés en Asie centrale ou en Sibérie. Beaucoup meurent en route. Le 2 juin 1942, le village est renommé en Stepnoïe (du mot steppe). En 1944, un département du sovkhoze «Krivovski» est ouvert. De nouveaux paysans venus d'ailleurs s'y installent. 
Quelques mois après la dislocation de l'URSS, le directeur du sovkhoze «Кrivovski», A. P. Savenkov, signe avec les autorités de la ville de Zarafchan en Ouzbékistan, nouvellement indépendant, et le directeur général de l'association Nadeja (Espérance) de la ville de Saratov, N. M. Leimann, le représentant du bureau de Saratov de l'Union d'aide aux Allemands de l'étranger, etc., un protocole selon lequel les réfugiés d'origine allemande (déportés et descendants de ceux qui ont été déportés par Staline en 1941), voulant quitter l'Asie centrale peuvent bénéficier d'un relogement à  Stepnoïe. Ils viennent de la plupart de la région de Douchambé. Tout un quartier de maisons individuelles avec jardins potagers privatifs est ainsi construit à partir de 1993, mais il n'est pas entièrement réalisé .
Le village abritait 416 habitants au recensement de 2010. Ils vivent principalement de l'élevage et de l'agriculture, mais ce village peine à trouver une certaine prospérité.

## Infrastructures
Une petite église catholique, relais de la paroisse du Christ-Roi de Marx, a été construite. Elle accueille de temps à autre un prêtre pour des cérémonies.
Le village possède une maison de la culture et deux magasins d'alimentation-quincaillerie.